# Зеркальный пушистый погоныш
Зеркальный пушистый погоныш (лат. Sarothrura ayresi) — крайне редкая африканская птица из семейства Sarothruridae. Оценочная численность мировой популяции взрослых особей составляет менее 250 особей. Обитают в Эфиопии и Южно-Африканской Республике, однако неизвестно, представляют ли эфиопские и южноафриканские популяции одну большую популяцию или две отдельные группы.
Оба пола имеют тусклое оперение, тёмное верхнее оперение головы и демонстрируют белые вторичные маховые перья во время полёта. Их естественный ареал представляет собой высокогорные сезонные болота тропического и субтропического пояса с высокой плотностью осоки, обеспечивающей защиту наземных гнёзд.
Потеря среды обитания является основной угрозой существованию этих птиц, поскольку они требуют высоко специализированных условий проживания. Этих болотистых территорий лишаются в результате сельскохозяйственного освоения земель, выпаса скота и сбора осоки.

## Описание
Научное название вида посвящено памяти южноафриканского орнитолога Томаса Эйрса, открывшего этот вид близ Потчефструма. Птица напоминает других представителей рода, но оба пола отличаются невыразительным оперением и тёмной шапочкой на голове. Во время полёта самцы и самки также показывают характерные белые второстепенные перья, особенность, разделяемую лишь с родственным родом Coturnicops.
Некормящиеся особи вокализируют только на рассвете и закате, иногда дуэтом.
Все представители рода являются эндемиками Африки, но ни один вид не находится под большей угрозой исчезновения, чем зеркальный пушистый погоныш.

## Распространение
Вид имеет разорванный ареал, встречаясь севернее экватора в Эфиопии и южнее в Замбии, Зимбабве и ЮАР. Исторически считалось, что размножается этот вид исключительно в Эфиопии, хотя в 2018 году было зафиксировано гнездование и в Южной Африке. Однако остаётся неясным, являются ли северная и южная популяции отдельными или одной большой группой.
Из-за недостатка исследований вида остаётся неопределённым статус его популяции.
Естественная среда обитания этих птиц представлена специализированными сезонными заболоченными участками горных лугов тропической и субтропической зоны. Территории, населённые зеркальными пушистыми погонышами, часто характеризуются торфянистыми почвами, способствующими росту характерных осоковых растений.
Птицы посещают горные болота южнее экватора преимущественно летом, покидая места размножения спустя шесть недель при ухудшении условий окружающей среды.
Три известные местности в Эфиопии включают долину Сулату, Берга и Вэрсэби вблизи Аддис-Абебы. Гнездовье впервые было обнаружено в районе Берга в 1997 году, впоследствии подтверждено наличие выводков в местах Версеби и Билача. В Южной Африке эта птица регулярно встречается в болотах Дулстром и Уаккерстроом, доступ к которым строго регулируется.

## Размножение
Сезон размножения предположительно длится с июня по сентябрь, поскольку именно тогда птиц наблюдали на территориях размножения. Это совпадает с началом сезона дождей.
Самки откладывают около четырёх-пяти яиц в скрытые наземные гнёзда, уязвимые перед движением людей и домашнего скота.
Выбор местоположений гнёзд вероятно обусловлен высотой растительности и глубиной воды, предпочитаемой в виде высоких смешанных зарослей осоки и мелководья.

## Охранный статус и состояние численности
Вид подвергается серьёзному риску потери среды обитания вследствие её деградации. Основные причины утраты включают вытаптывание трав крупным рогатым скотом, сбор травы и осушение болот для пастбищ.
Дополнительные угрозы включают затопление дамбами, застройку жилых районов и эрозию почвы. Регулирование землепользования могло бы значительно улучшить ситуацию.
В Эфиопии рост населения увеличивает интенсивность сельского хозяйства, чрезмерный выпас скота и использование осоки в качестве корма. Осоковые, важный элемент среды обитания вида, используется местным населением для приготовления кофе. Человеческое вмешательство привело к изменению характеристик этих водно-болотных угодий, оказывая негативное влияние на фауну региона. Площадь пригодных мест обитания сократилась с примерно 550 гектаров в 1997 году, вмещавших около 210—215 пар, до 232 га в 2020 году, поддерживающих лишь около 55 пар.
Болота Верхнего Берга обладают лучшими условиями для устройства гнёзд, но находятся под угрозой фрагментации среды обитания. Водно-болотные угодья Уэсерби больше непригодны ввиду несбалансированного ведения сельского хозяйства, аналогичная угроза нависла над территориями Билака.
Угрозы ставят Верхние болота Берга в приоритет списка охраняемых объектов Эфиопии. Несмотря на усилия организаций вроде Общества охраны природы Эфиопии и Фонда сохранения водно-болотных угодий Мидельтупта, последний случай наблюдения вида в Уэсерби датируется 2003 годом.